# Генрих I Зембицкий
Генрих I (пол. Henryk I Ziębicki, нем. Heinrich I von Münsterberg; 1346/1350 — ок. 1366) — титулярный князь Зембицкий (1358—ок.1366).

## Биография
Представитель зембицкой линии Силезских Пястов. Младший сын зембицкого князя Николая Малого (1322/1327 — 1358) и Агнешки из Лихтенбурка (ум. 1370).
В 1358 году после смерти Николая Малого его сыновья Болеслав III и Генрих I получили в совместное владение Зембицкое княжество. На момент смерти отца братья были еще несовершеннолетними, поэтому княжеством управляла их мать Агнешка из Лихтенбурка (1358—1360). В 1360 году Болеслав III стал самостоятельно править в Зембице и взял на себя опеку над младшим братом. Генрих I формально являлся его соправителем, но никакого участия в делах княжества не принимал.
Чтобы избежать дальнейшего разделения и без того небольшого Зембицкого княжества, Генрих I с ранней юности был ориентирован на церковную карьеру. 17 августа 1360 года он получил от папы Иннокентия VI назначение каноником во Вроцлавскую епархию, хотя известно, что ранее он получил аналогичную должность в церкви Святого Креста также во Вроцлаве.
Согласно «Хроникам польских князей» XIV века (Kroniki książąt polskich), Генрих I вступил в Тевтонский орден и умер в Пруссии после того, как покинул Орден. Точная дата его смерти неизвестна, хотя считается, это было между 1366 и 1370 годами.